# Захисні ліси
Захисні́ ліси́ — ліси протиерозійні, приполонинні, захисні смуги лісів вздовж залізниць, автомобільних доріг міжнародного, державного та обласного значення, особливо цінні лісові масиви, державні захисні лісові смуги, байрачні ліси, степові переліски та інші ліси степових, лісостепових, гірських районів, які мають важливе значення для захисту навколишнього природного середовища.